# 天主教古瓦哈蒂总教区
天主教古瓦哈蒂总教区（拉丁語：Archidioecesis Guvahatina），是羅馬天主教會以印度阿薩姆邦最大都市古瓦哈蒂為中心的一個總主教區。範圍包括邦的中西部，並轄六個教區。
2006年有教友65,744名，佔轄區總人口僅百分之一。由100名司鐸名管理34個堂區。現任教區總主教為若望‧莫拉吉拉。
1889年12月13日建立阿薩姆監牧區。1934年7月9日升為西隆教區。1969年6月26日升為古瓦哈蒂暨西隆總教區。1992年3月30日教區一分為二，建立了古瓦哈蒂教區。1995年7月10日升為總教區。